# Diana - Gli ultimi giorni di una principessa
Diana - Gli ultimi giorni di una principessa (Diana: Last Days of a Princess) è un film per la televisione del 2007 diretto da Richard Dale.
Il film, coproduzione internazionale di USA, Regno Unito, Francia, Germania e Russia, è una docu-fiction che narra gli ultimi mesi di vita della principessa Diana fino alla morte avvenuta il 31 agosto 1997.

## Produzione
Il film è un misto di scene recitate da attori, filmati d'archivio e interviste con alcune delle principali persone coinvolte dai fatti del periodo narrato, tra cui Mohamed Al-Fayed e giornalisti del Sunday Mirror. Molta della sceneggiatura scritta da Jenny Lecoat è basata sulle testimonianze presenti nel rapporto della polizia pubblicato nel 2006, frutto di una lunga indagine durata quattro anni.
Richard Dale dirige un cast che comprende tra gli altri Genevieve O'Reilly nella parte della principessa Diana, Patrick Baladi in quella di Dodi Al-Fayed, Shaun Dooley in quella della guardia del corpo della famiglia Al-Fayed Trevor Rees-Jones, Nadim Sawalha in quella di Mohamed Al-Fayed e Carlo Ferrante in quella di Henri Paul, l'autista dell'automobile in cui Diana e Dodi persero la vita durante la fuga dai paparazzi lungo le strade di Parigi.
La Halton House di Wendover nel Buckinghamshire, in Gran Bretagna, è stata utilizzata come scenografia per le scene ambientate all'Hôtel Ritz di Parigi. Altre località utilizzate nel film sono state Hertfordshire, Parigi (compreso il tunnel del Pont de l'Alma) e Cannes.

## Distribuzione
Il film è stato trasmesso il 30 luglio 2007, a 10 anni dagli eventi narrati, in Regno Unito dal canale televisivo Channel 5 e Stati Uniti dal canale televisivo The Learning Channel; il 25 agosto 2007 in Germania da ProSieben; il 31 agosto 2007, decimo anniversario della morte di Lady Diana, in Russia da Pervyj kanal; il 13 ottobre 2007 in Giappone, il 30 agosto 2008 in Svezia; il 22 dicembre 2008 in Australia da Seven Network. In Italia è stato trasmesso con il titolo di Diana - Gli ultimi giorni di una principessa il 6 febbraio 2019 da LA7. È stato inoltre trasmesso anche da RTÉ in Irlanda; TF1 in Francia; RTP in Portogallo; Jim in Finlandia;  UKTV History e UKTV Drama nel Regno Unito; History Channel in India e negli Stati Uniti.